# Vardar-Mazedonien

Gebietsentwicklung Serbiens ab 1817; in hellrosa das 1913 gewonnene Gebiet um Makedonien

Als Vardar-Mazedonien (mazedonisch und serbisch Вардарска Македонија, bulgarisch Вардарска Македония) oder noch früher Südserbien wurde der nördliche Teil der historischen Region Makedonien bezeichnet, der sich über den heutigen Staat Nordmazedonien mit dem Zentrum Skopje erstreckt.
Nach dem Ersten Balkankrieg von 1912/1913, der gegen das Osmanische Reich gerichtet war, wurde die Region serbisch. Im Ersten Weltkrieg wurde 1915 Vardar-Mazedonien von Bulgarien, das mit Deutschland und Österreich-Ungarn verbündet war, besetzt. 1918 wurden die Grenzen von 1913 wiederhergestellt. Vardar-Mazedonien gehörte damit zum serbischen Teil im Königreich der Serben, Kroaten, und Slowenen und wurde als „Süd-Serbien“ oder „Vardar-Serbien“ bezeichnet; seine slawischsprachigen Bewohner, die einen westbulgarischen Dialekt sprachen, wurden offiziell als Serben angesehen. Ab 1929 bildete das Gebiet des heutigen Nordmazedonien zusammen mit Teilen des südlichen Serbiens administrativ die Provinz Banschaft Vardar. Im Untergrund existierte die Innere Mazedonische Revolutionäre Organisation, eine Separatistenbewegung, weiter.
1941 bis 1944 war der größte Teil der Region von Bulgarien besetzt; der Westen um Struga wurde von Albanien annektiert. 1944 wurde in den Grenzen von Vardar-Mazedonien die Sozialistische Republik Mazedonien als Teilrepublik Jugoslawiens gegründet.
Erst 1991 kamen die Bezeichnungen Vardar-Mazedonien und Vardar-Republik als Kompromisslösungen im Namensstreit zwischen Mazedonien und Griechenland wieder in die tagespolitische Diskussion, setzte sich jedoch nicht durch.